# Keir O'Donnell
Keir O'Donnell (Sydney, 8 novembre 1978) è un attore, sceneggiatore e produttore cinematografico australiano.

## Filmografia parziale

### Attore

#### Cinema
- In Your Face, regia di Tim Tommasino (2002)
- Starkweather, regia di Byron Werner (2004)
- 2 single a nozze - Wedding Crashers (Wedding Crashers), regia di David Dobkin (2005)
- Ti odio, ti lascio, ti... (The Break-Up), regia di Peyton Reed (2006)
- Flakes, regia di Michael Lehmann (2007)
- What We Do Is Secrets, regia di Rodger Grossman (2007)
- After Sex - Dopo il sesso (After Sex), regia di Eric Amadio (2007)
- Noise, regia di Henry Bean (2007)
- Bar Starz, regia di Michael Pietrzak (2008)
- Pathology, regia di Marc Scholermann (2008)
- Amusement, regia di John Simpson (2008)
- Taking Chances - Il ritorno di un eroe, regia di Talmage Cooley (2009)
- Il superpoliziotto del supermercato (Paul Blart: Mall Cop), regia di Steve Carr (2009)
- The Runaways, regia di Floria Sigismondi (2010)
- La fontana dell'amore (When in Rome), regia di Mark Steven Johnson (2010)
- Miss Nobody, regia di Tim Cox (2010)
- Free Samples, regia di Jay Gammill (2012)
- Complacement, regia di Steven R. Monroe (2012)
- Worm, regia di Andrew Bowser (2013)
- Una rete di bugie (A Case of You), regia di Kat Coiro (2013)
- Apes Revolution - Il pianeta delle scimmie (Dawn of the Planet of the Apes), regia di Matt Reeves (2014)
- American Sniper, regia di Clint Eastwood (2014)
- Incarnate - Non potrai nasconderti (Incarnate), regia di Brad Peyton (2016)
- Gifted - Il dono del talento (Gifted), regia di Marc Webb (2017)
- Chi è senza peccato - The Dry (The Dry), regia di Robert Connolly (2020)
- Ambulance, regia di Michael Bay (2022)

#### Televisione
- Lost - serie TV (2004)
- Introducing Lennie Rose – film TV, regia di Ken Olin (2006)
- Sons of Anarchy – serie TV, 4 episodi (2008)
- Ghosts/Alien – film TV, regia di Michael Patrick Jann (2010)
- My Generation – serie TV, 5 episodi (2010)
- United States of Tara – serie TV, 7 episodi (2011)
- Law & Order - Unità vittime speciali  – serie TV, 1 episodio (2012)
- NCIS - Unità anticrimine (NCIS) - serie TV, episodio 10x17 (2013)
- Californication – serie TV, 2 episodi (2013)
- Into the Dark - serie TV, 1 episodio (2018)
- FBI: Most Wanted - serie TV, episodio 5x13 (2024)
- Mayor of Kingstown - serie TV, episodio 3x04 (2024)

### Sceneggiatore
- Una rete di bugie (A Case of You), regia di Kat Coiro (2013)
- Marmalade, regia di Keir O'Donnell (2024)

### Regista
- Marmalade (2024)

### Produttore
- Una rete di bugie (A Case of You), regia di Kat Coiro (2013)

## Doppiatori italiani
Nelle versioni in italiano delle opere in cui ha recitato, Keir O'Donnell è stato doppiato da:
- Emiliano Coltorti in Ray Donovan, Chi è senza peccato - The Dry
- Oreste Baldini in The Closer
- Francesco Pezzulli in FlashForward
- Stefano Crescentini in Law & Order - Unità vittime speciali
- Fabrizio Manfredi in NCIS - Unità anticrimine
- Edoardo Stoppacciaro in Gifted - Il dono del talento
- Marco Vivio in Ambulance
- Riccardo Scarafoni in FBI: Most Wanted